# Bong Joon-ho
Đây là một tên người Triều Tiên, họ là Bong.
Bong Joon-ho (tiếng Hàn: 봉준호, sinh ngày 14 tháng 9 năm 1969) là một nam nhà làm phim người Hàn Quốc. Nổi tiếng qua các tác phẩm khai thác về những vấn đề xã hội và giai cấp, sự kết hợp tài tình giữa các thể loại, sử dụng yếu tố hài châm biếm tinh tế và những tình tiết gây bất ngờ và khó đoán, ông được đánh giá là một trong những nhà làm phim Hàn Quốc xuất sắc nhất trong thế hệ của mình. Xuyên suốt sự nghiệp của mình, ông nhận được nhiều giải thưởng điện ảnh cao quý, trong đó có ba giải Oscar, năm giải AFA, và hai giải BAFTA.
Bong Joon-ho lần đầu được công chúng biết đến qua tác phẩm đầu tay Barking Dogs Never Bite (2000), trước khi ông được nhận sự tán dương nhiệt liệt từ giới chuyên môn cũng như các khán giả thông qua các tác phẩm Hồi ức kẻ sát nhân (2003), Quái vật sông Hàn (2006), Người mẹ (2009), Chuyến tàu băng giá (2013) và Ký sinh trùng (2019). Các tác phẩm kể trên đều nằm trong số những bộ phim có doanh thu cao nhất ở Hàn Quốc, trong đó Ký sinh trùng cũng là phim điện ảnh Hàn Quốc có doanh thu cao nhất trong lịch sử.
Hai tác phẩm Siêu lợn Okja (2017) và Ký sinh trùng (2019) của ông được trình chiếu tại liên hoan phim Cannes, trong đó Ký sinh trùng chính thức nhận giải Cành cọ vàng, trở thành bộ phim Hàn Quốc đầu tiên trong lịch sử làm được điều này. Ngoài ra, Ký sinh trùng còn trở thành tác phẩm điện ảnh Hàn Quốc đầu tiên được đề cử các hạng mục tại giải Oscar, với cá nhân Bong giành các giải Phim hay nhất, Đạo diễn xuất sắc nhất, và Kịch bản gốc xuất sắc nhất, trở thành bộ phim nước ngoài không nói tiếng Anh đầu tiên trong lịch sử giành được hạng mục Phim hay nhất.
Với những đóng góp không ngừng nghỉ trong nền điện ảnh, Bong được chuyên trang Metacritic xếp vào danh sách 25 đạo diễn xuất sắc nhất thế kỉ 21 vào năm 2017, và đến năm 2020, ông được tạp chí Time xếp vào 100 nhân vật có ảnh hưởng nhất và 50 nhân vật có ảnh hưởng nhất theo tờ Bloomberg.

## Sự nghiệp
Khởi đầu sự nghiệp từ khi còn rất trẻ và sớm gặt hát được nhiều thành công, những bộ phim đáng chú ý nhất của ông bao gồm: Quái vật sông Hàn (2006), phim hành động khoa học viễn tưởng Snowpiercer (2013) và phim hài kịch đen Ký sinh trùng (2019), cả ba đều là những phim có doanh thu cao nhất mọi thời đại ở Hàn Quốc. Bên cạnh đó, bản thân vị đạo diễn cũng đã có hơn hai thập niên khẳng định mình với nhiều tác phẩm điện ảnh xuất sắc khác, ngoài những cái tên nói trên, còn có thể kể đến như: Barking Dogs Never Bite (2000), Hồi ức của kẻ sát nhân (2003) hay Mother (2009). Ông có hai bộ phim tham gia cạnh tranh giải thưởng tại Liên hoan phim Cannes, lần lượt là: Okja- ra mắt tại Cannes 2017, và Parasite (2019) - tác phẩm chiến thắng giải Cành cọ vàng tại Cannes 2019. Bong Joon-ho cũng là đạo diễn đầu tiên của Hàn Quốc giành được giải thưởng này.
Vào tháng 2 năm 2020, ông đoạt giải Oscar cho Đạo diễn xuất sắc nhất với Parasite và đồng thời trở thành đạo diễn người Hàn Quốc đầu tiên cũng như đạo diễn người châu Á thứ tư (sau Lý An của Đài Loan, Triệu Đình của Trung Quốc và Lee Isaac Chung của Hàn Quốc) có vinh dự được nhận giải thưởng danh giá này.
Trước đó, năm 2017, trang web Metacritic xếp hạng Bong đứng thứ 13 trong Danh sách 25 đạo diễn điện ảnh hay nhất của thế kỷ 21.
Tháng 9 năm 2020, Bong được tạp chí Time vinh danh trong Danh sách 100 người có ảnh hưởng lớn nhất thế giới năm 2020.
Tháng 1 năm 2021, Bong được mời làm giám khảo cho Liên hoan phim Venice lần thứ 78, ông là đạo diễn người Hàn Quốc đầu tiên có được vinh dự này.

## Danh sách phim

### Điện ảnh
| Năm  | Phim                    | Vai trò  | Vai trò   | Vai trò  |
| Năm  | Phim                    | Đạo diễn | Biên kịch | Sản xuất |
| ---- | ----------------------- | -------- | --------- | -------- |
| 1997 | Motel Cactus            | Không    | Có        | Không    |
| 1999 | Phantom: The Submarine  | Không    | Có        | Không    |
| 2000 | Barking Dogs Never Bite | Có       | Có        | Không    |
| 2003 | Hồi ức của kẻ sát nhân  | Có       | Có        | Không    |
| 2005 | Antarctic Journal       | Không    | Có        | Không    |
| 2006 | Quái vật sông Hàn       | Có       | Có        | Không    |
| 2009 | Người mẹ                | Có       | Có        | Không    |
| 2013 | Chuyến tàu băng giá     | Có       | Có        | Không    |
| 2014 | Biển sương mù           | Không    | Có        | Có       |
| 2017 | Siêu lợn Okja           | Có       | Có        | Có       |
| 2019 | Ký sinh trùng           | Có       | Có        | Có       |
| 2024 | Mickey 17               | Có       | Có        | Có       |
| 2027 | The Valley              | Có       | Có        | Có       |

### Truyền hình
| Năm  | Tên         | Sản xuất | Notes                             |
| ---- | ----------- | -------- | --------------------------------- |
| 2020 | Snowpiercer | Có       | sản xuất điều hành                |
| TBA  | Parasite    | Có       | sản xuất điều hành; Tập phim ngắn |

### Phim ngắn
| Năm  | Phim                                   | Phân đoạn     | Vai trò  | Vai trò   |
| Năm  | Phim                                   | Phân đoạn     | Đạo diễn | Biên kịch |
| ---- | -------------------------------------- | ------------- | -------- | --------- |
| 1994 | Baeksaekin (White Man)                 | —             | Có       | Có        |
| 1994 | Incoherence                            | —             | Có       | Có        |
| 1994 | The Memories in My Frame               | —             | Có       | Có        |
| 2003 | Twentidentity                          | Sink & Rise   | Có       | Có        |
| 2004 | Digital Short Films by Three Directors | Influenza     | Có       | Có        |
| 2008 | Tokyo!                                 | Shaking Tokyo | Có       | Có        |
| 2011 | 3.11 A Sense of Home                   | Iki           | Có       | Có        |

### Diễn xuất
| Năm  | Phim              | Vai diễn               |
| ---- | ----------------- | ---------------------- |
| 1994 | Incoherence       | Người giao hàng        |
| 2002 | No Blood No Tears | Thám tử (khách mời)    |
| 2008 | Crush and Blush   | Giáo viên (khách mời)  |
| 2012 | Doomsday Book     | Lee Jun-ho (khách mời) |

### Phim tài liệu
| Năm  | Phim                                          |
| ---- | --------------------------------------------- |
| 2006 | Two or Three Things I Know about Kim Ki-young |
| 2011 | Kurosawa's Way                                |
| 2012 | Ari Ari the Korean Cinema                     |

Nguồn phim: Korean Movie Database

## Giải thưởng
Giải Oscar lần thứ 92 cho Đạo diễn xuất sắc nhất.